# Throckmorton County
Das Throckmorton County ist ein County im Bundesstaat Texas der Vereinigten Staaten. Das U.S. Census Bureau hat bei der Volkszählung 2020 eine Einwohnerzahl von 1.440 ermittelt. Der Verwaltungssitz (County Seat) ist Throckmorton. Das County gehört zu den Dry Countys, was bedeutet, dass der Verkauf von Alkohol eingeschränkt oder verboten ist.

## Geographie
Das County liegt etwa 150 km nördlich des geographischen Zentrums von Texas und hat eine Fläche von 2371 Quadratkilometern, wovon 8 Quadratkilometer Wasserfläche sind. Es grenzt im Uhrzeigersinn an folgende Countys: Baylor County, Young County, Stephens County, Shackelford County und Haskell County.

## Geschichte
Throckmorton County wurde 1858 aus Teilen des Fannin County gebildet. Benannt wurde es nach William Edward Throckmorton, ein früher Siedler des Collin County.

## Demografische Daten

Alterspyramide des Throckmorton County

Nach der Volkszählung im Jahr 2000 lebten im Throckmorton County 1.850 Menschen in 765 Haushalten und 534 Familien. Die Bevölkerungsdichte betrug 1 Einwohner pro Quadratkilometer. Ethnisch betrachtet setzte sich die Bevölkerung zusammen aus 92,11 Prozent Weißen, 0,05 Prozent Afroamerikanern, 0,43 Prozent amerikanischen Ureinwohnern, 0,05 Prozent Asiaten und 5,57 Prozent aus anderen ethnischen Gruppen; 1,78 Prozent stammten von zwei oder mehr Ethnien ab. 9,35 Prozent der Einwohner waren spanischer oder lateinamerikanischer Abstammung.
Von den 765 Haushalten hatten 29,2 Prozent Kinder oder Jugendliche, die mit ihnen zusammen lebten. 58,8 Prozent waren verheiratete, zusammenlebende Paare 8,2 Prozent waren allein erziehende Mütter und 30,1 Prozent waren keine Familien. 28,0 Prozent waren Singlehaushalte und in 16,6 Prozent lebten Menschen im Alter von 65 Jahren oder darüber. Die durchschnittliche Haushaltsgröße betrug 2,39 und die durchschnittliche Familiengröße betrug 2,92 Personen.
25,2 Prozent der Bevölkerung war unter 18 Jahre alt, 5,7 Prozent zwischen 18 und 24, 22,9 Prozent zwischen 25 und 44, 25,7 Prozent zwischen 45 und 64 und 20,5 Prozent waren 65 Jahre alt oder älter. Das Durchschnittsalter betrug 42 Jahre. Auf 100 weibliche Personen kamen 97,2 männliche Personen und auf 100 Frauen im Alter von 18 Jahren oder darüber kamen 93 Männer.
Das jährliche Durchschnittseinkommen eines Haushalts betrug 28.277 USD, das Durchschnittseinkommen einer Familie betrug 34.563 USD. Männer hatten ein Durchschnittseinkommen von 22.837 USD, Frauen 19.485 USD. Das Prokopfeinkommen betrug 17.719 USD. 11,4 Prozent der Familien und 13,5 Prozent der Einwohner lebten unterhalb der Armutsgrenze.

## Orte
| - Elbert - Lusk | - Spring Creek - Throckmorton | - Woodson |